# Одли, Хью, граф Глостер
Хью де Одли (англ. Hugh de Audley; примерно 1289/91 — 10 ноября 1347) — английский аристократ, 1-й барон Одли с 1317 года, 1-й граф Глостер с 1337 года. Один из фаворитов короля Эдуарда II. Участвовал в мятежах против короны, в войнах с Шотландией и Францией.

## Биография
Хью де Одли принадлежал к старинному рыцарскому роду из Оксфордшира и был младшим сыном сэра Хью де Одли из Страттон Одли и Изольды Мортимер. Он впервые упоминается в ноябре 1311 года как недавно посвящённый в рыцари придворный Эдуарда II. Примерно в 1316 году Одли стал одним из фаворитов короля — наряду с Роджером Дамори и Хью ле Диспенсером, хотя и пользовался меньшим влиянием, чем эти двое.
В 1317 году сэр Хью был впервые вызван в парламент как лорд Одли из Страттон Одли. Примерно в том же году Эдуард женил его на своей племяннице — Маргарет де Клер, вдове первого своего фаворита Пирса Гавестона. Поскольку род Клеров в мужском колене угас за три года до этого, новоявленный барон приобрёл благодаря браку треть обширных владений этой семьи. В 1318 году бароны-оппозиционеры во главе с Томасом Ланкастерским заставили короля отослать Одли; годом позже последний принял участие в шотландском походе.
В это время росло влияние Диспенсера. Он был женат на ещё одной наследнице Клеров и пытался объединить в своих руках все принадлежавшие им ранее земли — в том числе и долю барона Одли. Последний, столкнувшись с прямой агрессией, примкнул к партии Ланкастера. В результате все его владения в апреле 1321 года были конфискованы, а сам он в разгромном для мятежников сражении при Боробридже попал в плен (1322 год). Только благодаря заступничеству жены Одли избежал казни.
Весь остаток правления Эдуарда II (1322—1326 гг.) Хью де Одли провёл в заключении. Когда королева Изабелла и Роджер Мортимер, двоюродный брат Одли и его соратник по мятежу, свергли короля, сэр Хью получил свободу и все свои земли. Тем не менее в 1328 году он поддержал восстание Генри Ланкастера — видимо, в ответ на непомерное усиление Мортимера в Валлийской марке. В январе 1329 года Одли пришлось сдаться и выплатить 10 тысяч фунтов в качестве штрафа.
В 1330 году Мортимер был свергнут и казнён молодым королём Эдуардом III. Одли стал верным сторонником последнего. В 1331 году он ездил во Францию в качестве посла, в последующие годы участвовал в шотландских походах. За заслуги перед короной Эдуард в марте 1337 года восстановил для Одли титул графа Глостера, на который тот имел права по жене. В 1338 году Одли участвовал в осаде Данбара в Шотландии, а затем принял участие в начавшейся войне на континенте: высадился вместе с королём во Фландрии (1339 год), сражался в победном для англичан морском сражении при Слейсе, воевал в Бретани (1342).
Хью де Одли умер 10 ноября 1347 года и был похоронен в аббатстве Тонбридж.

## Семья
Хью де Одли был женат примерно с 1317 года на Маргарет де Клер, дочери Гилберта де Клера, 7-го графа Глостера, и Джоанны Акрской. В этом браке родилась только одна дочь — Маргарет де Одли, 2-я баронесса Одли в своём праве (suo jure), ставшая женой Ральфа Стаффорда, 2-го барона Стаффорда. Её потомки носили титул барона Одли как второстепенный.